# Liste der Schirmherren bei Olympischen Spielen
| Spiele                           | Austragungsort         | Gastgebernation     | Schirmherr                                                        | Bild | Bemerkungen |
| -------------------------------- | ---------------------- | ------------------- | ----------------------------------------------------------------- | ---- | --- |
| Olympische Sommerspiele 1896     | Athen                  | Griechenland        | König Georg I. von Griechenland                                   |      | |
| Olympische Sommerspiele 1900     | Paris                  | Frankreich          | Handelsminister Alexandre Millerand                               |      | Organisator der Weltausstellung 1900 |
| Olympische Sommerspiele 1904     | St. Louis              | Vereinigte Staaten  | David Rowland Francis                                             |      | Organisator der Weltausstellung 1904 |
| (Olympische Zwischenspiele 1906) | Athen                  | Griechenland        | Kronprinz Konstantin von Griechenland                             |      | |
| Olympische Sommerspiele 1908     | London                 | Großbritannien      | König Eduard VII. von Großbritannien                              |      | |
| Olympische Sommerspiele 1912     | Stockholm              | Schweden            | König Gustav V. von Schweden                                      |      | |
| Olympische Sommerspiele 1920     | Antwerpen              | Belgien             | König Albert I. von Belgien                                       |      | |
| Olympische Winterspiele 1924     | Chamonix               | Frankreich          | Staatspräsident Alexandre Millerand                               |      | Bereits 24 Jahre zuvor Schirmherr bei den Olympischen Sommerspielen von Paris |
| Olympische Sommerspiele 1924     | Paris                  | Frankreich          | Staatspräsident Gaston Doumergue                                  |      | |
| Olympische Winterspiele 1928     | St. Moritz             | Schweiz             | Bundespräsident Edmund Schulthess                                 |      | |
| Olympische Sommerspiele 1928     | Amsterdam              | Niederlande         | Königin Wilhelmina der Niederlande                                |      | |
| Olympische Winterspiele 1932     | Lake Placid            | Vereinigte Staaten  | Admiral Richard Evelyn Byrd                                       |      | |
| Olympische Sommerspiele 1932     | Los Angeles            | Vereinigte Staaten  | Vizepräsident Charles Curtis                                      |      | |
| Olympische Winterspiele 1936     | Garmisch-Partenkirchen | Deutschland         | Reichskanzler Adolf Hitler                                        |      | Nach Reichspräsident Paul von Hindenburgs Tod, welcher Schirmherr war, übernahm Reichskanzler Hitler am 13. November 1934 die Schirmherrschaft für die Berliner Olympiade 1936, der sozusagen als Anhängsel die Olympischen Winterspiele für Februar 1936 bereits zugeschlagen worden war. |
| Olympische Sommerspiele 1936     | Berlin                 | Deutschland         | Reichskanzler Adolf Hitler                                        |      | |
| Olympische Winterspiele 1948     | St. Moritz             | Schweiz             | Bundespräsident Enrico Celio                                      |      | |
| Olympische Sommerspiele 1948     | London                 | Großbritannien      | König Georg VI. von Großbritannien                                |      | |
| Olympische Winterspiele 1952     | Oslo                   | Norwegen            | König Håkon VII. von Norwegen                                     |      | |
| Olympische Sommerspiele 1952     | Helsinki               | Finnland            | Präsident Juho Kusti Paasikivi                                    |      | |
| Olympische Winterspiele 1956     | Cortina d’Ampezzo      | Italien             | Präsident Giovanni Gronchi                                        |      | |
| Olympische Sommerspiele 1956     | Stockholm              | Schweden            | König Gustav VI. Adolf von Schweden                               |      | Nur Austragung der Reiterwettbewerbe |
| Olympische Sommerspiele 1956     | Melbourne              | Australien          | Philip Mountbatten, Duke of Edinburgh                             |      | |
| Olympische Winterspiele 1960     | Squaw Valley           | Vereinigte Staaten  | Vizepräsident Richard Nixon                                       |      | |
| Olympische Sommerspiele 1960     | Rom                    | Italien             | Präsident Giovanni Gronchi                                        |      | |
| Olympische Winterspiele 1964     | Innsbruck              | Österreich          | Bundespräsident Adolf Schärf                                      |      | |
| Olympische Sommerspiele 1964     | Tokio                  | Japan               | Kaiser Hirohito                                                   |      | |
| Olympische Winterspiele 1968     | Grenoble               | Frankreich          | Staatspräsident Charles de Gaulle                                 |      | |
| Olympische Sommerspiele 1968     | Mexiko-Stadt           | Mexiko              | Präsident Gustavo Díaz Ordaz                                      |      | |
| Olympische Winterspiele 1972     | Sapporo                | Japan               | Kaiser Hirohito                                                   |      | |
| Olympische Sommerspiele 1972     | München                | Deutschland         | Bundespräsident Gustav Heinemann                                  |      | |
| Olympische Winterspiele 1976     | Innsbruck              | Österreich          | Bundespräsident Rudolf Kirchschläger                              |      | |
| Olympische Sommerspiele 1976     | Montreal               | Kanada              | Königin Elisabeth II. von Kanada                                  |      | Die erste Frau seit 48 Jahren, die die Schirmherrschaft bei Olympia übernahm; ihr Ehemann Prinz Philip war 20 Jahre zuvor Schirmherr der Olympischen Spiele von Melbourne |
| Olympische Winterspiele 1980     | Lake Placid            | Vereinigte Staaten  | Vizepräsident Walter Mondale                                      |      | |
| Olympische Sommerspiele 1980     | Moskau                 | Sowjetunion         | Vorsitzender des Präsidiums des Obersten Sowjets Leonid Breschnew |      | |
| Olympische Winterspiele 1984     | Sarajevo               | Jugoslawien         | Vorsitzender des Präsidiums der Republik Mika Špiljak             |      | |
| Olympische Sommerspiele 1984     | Los Angeles            | Vereinigte Staaten  | Präsident Ronald Reagan                                           |      | Erster US-Präsident, der die Schirmherrschaft bei Olympischen Spielen übernahm |
| Olympische Winterspiele 1988     | Calgary                | Kanada              | Generalgouverneurin Jeanne Sauvé                                  |      | |
| Olympische Sommerspiele 1988     | Seoul                  | Südkorea            | Präsident Roh Tae-woo                                             |      | |
| Olympische Winterspiele 1992     | Albertville            | Frankreich          | Staatspräsident François Mitterrand                               |      | |
| Olympische Sommerspiele 1992     | Barcelona              | Spanien             | König Juan Carlos I. von Spanien                                  |      | |
| Olympische Winterspiele 1994     | Lillehammer            | Norwegen            | König Harald V. von Norwegen                                      |      | |
| Olympische Sommerspiele 1996     | Atlanta                | Vereinigte Staaten  | Präsident Bill Clinton                                            |      | |
| Olympische Winterspiele 1998     | Nagano                 | Japan               | Kaiser Akihito                                                    |      | |
| Olympische Sommerspiele 2000     | Sydney                 | Australien          | Generalgouverneur Sir William Patrick Deane                       |      | |
| Olympische Winterspiele 2002     | Salt Lake City         | Vereinigte Staaten  | Präsident George W. Bush                                          |      | |
| Olympische Sommerspiele 2004     | Athen                  | Griechenland        | Präsident Konstantinos Stefanopoulos                              |      | |
| Olympische Winterspiele 2006     | Turin                  | Italien             | Präsident Carlo Azeglio Ciampi                                    |      | |
| Olympische Sommerspiele 2008     | Peking                 | Volksrepublik China | Staatspräsident Hu Jintao                                         |      | |
| Olympische Winterspiele 2010     | Vancouver              | Kanada              | Generalgouverneurin Michaëlle Jean                                |      | |
| Olympische Sommerspiele 2012     | London                 | Großbritannien      | Königin Elisabeth II. von Großbritannien                          |      | Bereits 36 Jahre zuvor Schirmherrin bei den Olympischen Sommerspielen von Montreal |
| Olympische Winterspiele 2014     | Sotschi                | Russland            | Präsident Wladimir Putin                                          |      | |
| Olympische Sommerspiele 2016     | Rio de Janeiro         | Brasilien           | Vizepräsident Michel Temer                                        |      | Präsidentin Dilma Rousseff war während der Olympischen Spiele aufgrund eines Amtsenthebungsverfahrens vom Dienst suspendiert. |
| Olympische Winterspiele 2018     | Pyeongchang            | Südkorea            | Präsident Moon Jae-in                                             |      | |
| Olympische Sommerspiele 2020     | Tokio                  | Japan               | Kaiser Naruhito                                                   |      | |
| Olympische Winterspiele 2022     | Peking                 | Volksrepublik China | Staatspräsident Xi Jinping                                        |      | |
| Olympische Sommerspiele 2024     | Paris                  | Frankreich          | Staatspräsident Emmanuel Macron                                   |      | |